# Cantone di Millas
Il Cantone di Millas era una divisione amministrativa dell'arrondissement di Perpignano.
È stato soppresso a seguito della riforma complessiva dei cantoni del 2014, che è entrata in vigore con le elezioni dipartimentali del 2015.
Comprendeva i comuni di:
- Corbère
- Corbère-les-Cabanes
- Corneilla-la-Rivière
- Millas (capoluogo)
- Néfiach
- Pézilla-la-Rivière
- Saint-Féliu-d'Amont
- Saint-Féliu-d'Avall
- Le Soler

che ora sono entrati a far parte del Cantone di La Vallée de la Têt.